# Gewog di Goseling
Il gewog di Goseling è uno dei dodici raggruppamenti di villaggi del distretto di Tsirang, nella regione Centrale, in Bhutan.